# カリフォルニア大学リバーサイド校
座標: 北緯33度58分32秒 西経117度19分52秒 / 北緯33.97556度 西経117.33111度
カリフォルニア大学リバーサイド校（カリフォルニアだいがくリバーサイドこう、University of California, Riverside）は、アメリカ合衆国カリフォルニア州南部、ロサンゼルスの郊外都市リバーサイドに立地する州立総合大学。カリフォルニア大学システムを構成する10校のうちの1つである。UCR、もしくはUC Riversideとも呼ばれる。リバーサイドのダウンタウンから東、ボックス・スプリングス・マウンテンの山麓に1,200エーカー（約486ha）の広さを持つキャンパスを構えている。また、パームスプリングスの東、パームデザートにも分校キャンパスを置いている。

## UC systemの各大学
- カリフォルニア大学バークレー校（UCB）
- カリフォルニア大学デービス校
- カリフォルニア大学アーバイン校（UCI）
- カリフォルニア大学ロサンゼルス校（UCLA）
- カリフォルニア大学マーセド校（英語版）
- カリフォルニア大学リバーサイド校
- カリフォルニア大学サンディエゴ校
- カリフォルニア大学サンフランシスコ校
- カリフォルニア大学サンタバーバラ校
- カリフォルニア大学サンタクルーズ校

## 概要・略歴
もともとは1907年にカリフォルニア大学の柑橘類研究所として設置された。この研究所が行ってきた土壌の肥沃化、灌漑、および品種改良により、カリフォルニアにおける柑橘類の栽培可能期間は年9ヶ月にまで延びた。このことにより、リバーサイドはカリフォルニアにおける柑橘類栽培のパイオニアとなった。同校の柑橘類園や、昆虫学研究博物館や写真博物館は、いずれもそのコレクションの質・量ともに高い評価を受けている。
1954年に教養学部が設置され、リバーサイド校は総合大学となった。その5年後の1959年には、カリフォルニア大学は正式にリバーサイド校をシステムの一角をなす一大学として認めた。同校初の大学院生は1961年に入学した。現在では学部生約15,000人、大学院生約2,200人、教職員約2,000人を抱えている。大学側では、2015年までには約21,000人の学生を抱えると予想している。この学生数の増加率に対応するため、1999年に建設プロジェクトが打ち出され、7億3000万ドル以上の巨費を投じてキャンパスの拡張が進められている。この拡張計画の中には、カリフォルニア州では40年ぶりとなるメディカル・スクールを2013年に開校したことも含まれている。
アメリカ合衆国の総合大学としては新しい部類に入る大学であるにもかかわらず、カリフォルニア大学リバーサイド校はUCシステムに属する他校同様、高い評価を受けている。ワシントン・マンスリー誌はカリフォルニア大学リバーサイド校をソーシャル・モビリティ、研究成果、およびコミュニティサービスの観点から全米15位にランクした。一方、USニューズ&ワールド・レポート誌が毎年、入学難易度や大学の財政基盤などの観点から出している大学ランキングの2022年版では、同校は全米89位にランクされ国公立大学ランキングでは全米33位にランクされている。またUSニューズ誌は、民族的多様性の観点からは同校を3位に、経済力の多様性の観点からは同校を15位にランクしている。同校の学部生の約42%は、ペル・グラントと呼ばれる国の奨学金を受けている。また、約2/3の学生が入学後6年以内に卒業し、学位を取得する。2005年には、カリフォルニア大学リバーサイド校は全米で初めて、ジェンダー・ニュートラルの学生寮を設置した。
カリフォルニア大学リバーサイド校のスポーツチームはハイランダーズ（Highlanders）と呼ばれている。ハイランダーズはNCAAディビジョンIのビッグ・ウェスト・カンファレンスに所属している。チーム名はキャンパスの東にそびえるボックス・スプリングス・マウンテンに由来している。同校はフットボールチームこそ持っていないが、女子バスケットボールチームは2006年、2007年と2年連続でビッグ・ウェスト・カンファレンスを制している。また、男子野球チームは同校が2001年にディビジョンIに昇格してから初となるカンファレンス優勝を果たした。

## 著名な関係者

### 著名な教員
- クリストファー・チェイス＝ダン - 社会学者
- ジョナサン・H・ターナー - 社会学者
- ロバート・ニスベット - 社会学者
- マイク・デイヴィス - 都市社会学者
- カール・タウベ - 人類学者・考古学者
- ジェフリー・バートン・ラッセル - 歴史学者・宗教学者
- セオドア・フォン・ラウエ - ドイツ出身の歴史学者
- マウラナ・カレンガ - アフリカ研究者、哲学者
- リチャード・シュロック - 化学者
- オズヴァルト・ヨナス - オーストリア出身の音楽学者
- 長島誠一 - 経済学者。関東学院大学から研究員として留学した。
- ハロルド・グールド - 俳優。演技コースで講師をしていた。

### 著名な卒業生
- マーク・タカノ - アメリカの政治家、下院議員
- エリザベス・ジョージ - 推理作家
- キャサリン・ファゲイト - 脚本家
- ジェイミー・チャン - 女優
- パトリシア・ジャ・リー - 女優
- 齋藤ウィリアム浩幸 - 日系二世の実業家
- ジョー・ケリー - プロ野球選手。MLBロサンゼルス・ドジャース所属
- ダン・ランズラー - プロ野球選手。MLBフリーエージェント
- ビル・マーフィー - プロ野球選手。MLBのほか千葉ロッテマリーンズに所属した。
- マーク・ゼプチンスキー - プロ野球選手。MLBシアトル・マリナーズ所属
- マット・アンドリース - プロ野球選手。MLBタンパベイ・レイズ所属
- ロブ・ブラントリー - プロ野球選手。MLBアトランタ・ブレーブス傘下所属
- キム・アレン - 元MLBプロ野球選手。阪神に所属した。
- ジョー・ストロング - 元MLBプロ野球選手。
- ダニエル・シュタンゲ - 元MLBプロ野球選手。
- デニス・ホールトン - 元MLBプロ野球選手。ソフトバンク・巨人に所属した。
- トロイ・パーシバル - 元MLBプロ野球選手。
- ブレンダ・マルティネス - 陸上競技選手。2013モスクワ世界陸上で800m走銅メダル。

## 註
1. ↑  “Annual Endowment Report, Fiscal Year Ended June 30, 2014; p.4” (PDF).   Chief Investment Officer of the Regents of the University of California. 2015年4月28日閲覧。
2. ↑  “Office of the Provost & Executive Vice Chancellor”.   University of California, Riverside. 2014年8月15日閲覧。
3. 1 2  “Academic and PSS personnel” (PDF).   University of California, Office of the President, Department of Information Resources and Communications (2007年). 2008年1月5日閲覧。
4. 1 2 3  “About UCR: Facts”.   University of California, Riverside. 2014年8月23日閲覧。
5. ↑  “About the Campus”.   University of California, Riverside. 2007年8月10日閲覧。
6. ↑  “UC Financial Reports – Campus Facts in Brief” (PDF).   University of California (2010年11月). 2012年11月17日閲覧。
7. ↑  “"Brave Scotts" Fight Song”.   UCR Athletics Department. 2007年8月10日閲覧。
8. ↑  “The Alumni & Visitors Center”.   The UCR Alumni Association. 2014年8月6日閲覧。
9. ↑  University of California Riverside Citrus Variety Collection. College of Natural and Agricultural Sciences, University of California at Riverside.
10. ↑  Entomology Research Museum. University of California at Riverside. 2006年4月30日.
11. ↑  UCR/California Museum of Photography. California Museum of Photography, University of California at Riverside.
12. ↑  UCR Factsheet. University of California, Riverside.
13. ↑  UCR Facts and Impacts 2007. University of California, Riverside.
14. ↑  Mangan, Katherine. A Growth Spurt for Medical Schools. The Chronicle of Higher Education. 2007年1月8日.
15. ↑  The Washington Monthly College Rankings 2007. The Washington Monthly. 2007年. （PDFファイル）
16. ↑  University of California, Riverside, at a glance. US News and World Report.
17. ↑  Ethnic Diversity: National Universities. US News and World Report.
18. ↑  Economic Diversity Among All National Universities. US News and World Report.
19. ↑  Hebel, Sara. In California, a Public Research University Succeeds Because Its Low-Income Students Do. The Chronicle of Higher Education. 2007年3月19日.
20. ↑  LGBT Resource Center UC Riverside Named Among 100 Best for LGBT Students. University of California, Riverside. 2006年8月11日.